# La principessa splendente (manga)
La principessa splendente (輝夜姫?, Kaguyahime) è un manga fantascientifico creato da Reiko Shimizu e tratto dal racconto popolare giapponese Taketori monogatari. L'edizione italiana dell'opera è stata pubblicata da Panini Comics.

## Trama
La storia è incentrata su Akira Okada, una bambina cresciuta fino all'età di cinque anni sull'isola di Kabuchijima. Fu poi cresciuta da una pittrice, Shoko Okada, che però nutriva per lei un amore perverso e la costringeva a posare nuda per i suoi dipinti. Un giorno Akira viene rapita da Yui e Midori e riportata sull'isola dove era stata trovata ancora in fasce. Sull'isola di Kabuchijima i bambini venivano allevati in un orfanotrofio come vittime sacrificali per la principessa Kaguya. Alcuni bambini cercarono di fuggire da quell'isola ma morirono tutti comunque all'età di 16 anni, l'età in cui sarebbero dovuti venire sacrificati. In realtà questi bambini erano dei "cloni" che dovevano servire all'occorrenza a personaggi famosi dello spettacolo o delle casate reali I bambini quindi, cercarono un modo per rimanere in vita e trovare uno scopo alla loro esistenza.

## Drama CD
Il drama CD è stato pubblicato nel 2003. Questo è il cast: 
- Akira Okada: Yumi Kakazu
- Yui: Akira Ishida
- bodyguard: Jūrōta Kosugi
- Mamoru: Jin Yamanoi
- Midori Matsuzawa: Yuki Matsuda
- Satoshi Oda: Hirofumi Nojima
- Kaede: Hiroyuki Yoshino
- Sutton: Yuji Kishi
- Brett Miller: Yasuyuki Kase
- Mayu Okada: Maria Yamamoto